# Trégourez

Trégourez este o comună în departamentul Finistère, Franța. În 1 ianuarie 2022 avea o populație de 952 de locuitori.